# Fall Auer/Ranneth
Huberth Ranneth und Josef Auer, beide Österreicher, waren angeklagt worden, drei Arbeitskollegen ermordet haben. Sie hatten zunächst gestanden, aber das Geständnis in der Verhandlung widerrufen. Trotzdem wurden sie im Prozess 1950 – durch die unkritische Bewertung des Geständnisses –   zu einer Gefängnisstrafe verurteilt. Das falsche Geständnis war während des Verhörs durch eine Dosis von Scopolamin erreicht worden. 14 Jahre lang saßen sie deshalb unschuldig im Gefängnis.
Der Journalist Gustaf Adolf Neumann deckte den Justizirrtum auf. Am 15. Mai 1963 gab der damalige österreichische Justizminister Christian Broda im Fernsehen ein Peccavi (lat. = ich habe gesündigt) bekannt.
1966 drehte Gedeon Kovács darüber den Fernsehfilm Der Fall Auer/Ranneth – Unschuldig hinter Gittern mit Bruno Dallansky als Auer und Hugo Gottschlich als Ranneth.